# Лукиан (Куценко)
Архиепископ Лукиа́н (в миру Леонид Сергеевич Куценко; 8 апреля 1965, село Белка, Ивановский район, Одесская область) — архиерей Русской православной церкви, архиепископ Благовещенский и Тындинский.

## Биография
Крещён в младенчестве в храме Рождества Пресвятой Богородицы села Краснознаменка.
В 1978 году окончил неполную среднюю школу и продолжил обучение в вечерней школе города Одессы при профессионально-техническом училище № 3. Одновременно с учёбой трудился псаломщиком в Свято-Покровской церкви посёлка Дачное под Одессой.
С 1984 по 1986 год трудился в Ростове-на-Дону в резиденции митрополита Ростовского и Новочеркасского Владимира (Сабодана).
В 1986 году поступил в Ленинградскую духовную семинарию, которую окончил в 1990 году.
26 апреля 1989 года пострижен в монашество митрополитом Ленинградским и Новгородским Алексием (Ридигером).
3 сентября 1989 года рукоположён во иеродиакона митрополитом Ленинградским и Новгородским Алексием.
24 мая 1990 года рукоположён во иеромонаха митрополитом Ленинградским и Новгородским Алексием в Свято-Троицком соборе Александро-Невской лавры.
1 октября 1990 года утверждён в должности настоятеля церкви Воскресения Христова, что у Варшавского вокзала Санкт-Петербурга.
1 июня 1991 года по благословению митрополита Санкт-Петербургского и Ладожского Иоанна (Снычёва) основал Покрово-Тервенический женский монастырь (Ленинградская область, Лодейнопольский район, деревня Тервеничи) и был назначен духовником этой новой обители.
В 1992 году в Санкт-Петербурге восстановил заброшенное здание XVIII века — уцелевший флигель усадьбы Воронцовых, преобразованный в храм святых мучениц Веры, Надежды, Любови и матери их Софии. 11 февраля 1992 года назначен настоятелем этого храма.
23 декабря 1997 года освобождён от должности настоятеля храма святых мучениц Веры, Надежды, Любови и матери их Софии подворья Покрово-Тервенического женского монастыря в Санкт-Петербурге и назначен на должность исполняющего обязанности настоятеля Свято-Троицкого Александро-Свирского мужского монастыря Санкт-Петербургской епархии.
8 апреля 1998 года к празднику Святой Пасхи возведён в сан игумена.
19 июля 1999 года постановлением Священного Синода утверждён в должности настоятеля Свято-Троицкого Александро-Свирского монастыря Санкт-Петербургской епархии.
10 декабря 2002 года назначен духовником Введено-Оятского женского монастыря Санкт-Петербургской епархии.
С 2002 года руководил строительством храма Святой Троицы в родном селе Белка Ивановского района Одесской области.
13 октября 2004 года в Преображенском соборе Александро-Свирского монастыря митрополитом Санкт-Петербургским и Ладожским Владимиром (Котляровым) возведён в сан архимандрита за усердное служение Русской Православной Церкви, за возрождение Свято-Троицкого Александро-Свирского мужского монастыря и за духовное окормление Покрово-Тервенического и Введено-Оятского женских монастырей.
3 января 2006 года назначен на должность благочинного Лодейнопольского округа Санкт-Петербургской епархии.
В мае 2006 года окончил полный курс Киевской духовной академии.
Являясь благочинным Лодейнопольского благочиннического округа, расположенного в Лодейнопольском и Подпорожском районах Ленинградской области, проводил административную и богослужебную деятельность в 8 приходах, 10 приписных храмах.
26 июля 2010 года постановлением Священного Синода определено быть епископом Лодейнопольским, викарием Санкт-Петербургской епархии, однако хиротония архимандрита Лукиана во епископа Лодейнопольского так и не состоялась.
5 октября 2011 года постановлением Священного Синода определено быть епископом Благовещенским и Тындинским.
7 октября 2011 года в Тронном зале Патриарших покоев Троице-Сергиевой лавры Патриарх Московский и всея Руси Кирилл возглавил чин наречения архимандрита Лукиана во епископа Благовещенского.
16 октября 2011 года в кафедральном соборном Храме Христа Спасителя хиротонисан во епископа Благовещенского и Тындинского. Чин хиротонии совершили: патриарх Московский и всея Руси Кирилл, митрополит Саранский и Мордовский Варсонофий (Судаков), архиепископ Истринский Арсений (Епифанов), архиепископ Верейский Евгений (Решетников), епископ Солнечногорский Сергий (Чашин), епископ Выборгский Назарий (Лавриненко), епископ Воскресенский Савва (Михеев), епископ Магаданский и Синегорский Иоанн (Павлихин), епископ Ардатовский и Атяшевский Вениамин (Кириллов).
В июне 2012 года в Общецерковной аспирантуре и докторантуре проходил курсы повышения квалификации для новопоставленных архиереев.
Решением Священного Синода от 13 июля 2015 года утверждён в должности священноархимандрита Свято-Троицкого мужского монастыря в селе Троицкое Ивановского района Амурской области.
1 февраля 2018 года в Храме Христа Спасителя в Москве Патриархом Московским и всея Руси Кириллом возведён в сан архиепископа.

## Награды
Церковные
- Серебряная медаль св. благ. кн. Александра Невского (от митрополита Санкт-Петербургского Владимира, 30 апреля 2003 года)
- Орден Украинской Православной Церкви преподобного Нестора Летописца III степени (5 июня 2004 года)
- Серебряная медаль святого первоверховного апостола Петра (от митрополита Санкт-Петербургского Владимира, 14 сентября 2005 года)
- Орден святого преподобного Серафима Саровского III степени (19 июля 2006 года)
- Орден Украинской Православной Церкви святого равноапостольного князя Владимира I степени (10 декабря 2006 года)
- орден преподобного Сергия Радонежского III степени (8 апреля 2015 года)[9]

Светские
- Орден Дружбы (9 января 2008 года) — за заслуги в развитии духовной культуры и укреплении дружбы между народами[10]